# Foz de Escarrilla - Cucuraza
Foz de Escarrilla - Cucuraza este o arie protejată (arie specială de conservare — SAC, sit de importanță comunitară — SCI) din Spania întinsă pe o suprafață de 1.609,91 ha, integral pe uscat.

## Localizare
Centrul sitului Foz de Escarrilla - Cucuraza este situat la coordonatele 42°44′33″N 0°18′46″W / 42.7424°N 0.312898°V.

## Înființare
Situl Foz de Escarrilla - Cucuraza a fost declarat sit de importanță comunitară în mai 2000 pentru a proteja 5 specii de animale. Situl a fost protejat și ca arie specială de conservare în februarie 2021.

## Biodiversitate
Situată în ecoregiunea alpină, aria protejată conține 13 habitate naturale: Pante stâncoase silicioase cu vegetație casmofită, Lande oro-mediteraneene cu formațiuni endemice de grozamă, Grohotișuri termofile și vest-mediteraneene, Păduri pe pante, grohotișuri și ravene de Tilio-Acerion, Pajiști uscate seminaturale și facies de acoperire cu tufișuri pe substraturi calcaroase (Festuco-Brometalia) (* situri importante pentru orhidee), Pajiști alpine și boreale, Pajiști silicioase din Pirinei cu Festuca eskia, Matorral arborescenți cu Juniperus spp., Păduri de fag din Europa Centrală dezvoltate pe sol calcaros cu Cephalanthero-Fagion, Păduri iberice de Quercus faginea și Quercus canariensis, Păduri montane și subalpine de Pinus uncinata (* dezvoltate pe substrat gipsos sau calcaros), Fânețe de joasă altitudine (Alopecurus pratensis, Sanguisorba officinalis), Liziere de ierburi înalte hidrofile de câmpie și de nivel montan până la alpin.
La baza desemnării sitului se află mai multe specii protejate:
- mamifere (3): Galemys pyrenaicus, vidră de râu (Lutra lutra), urs brun (Ursus arctos)
- nevertebrate (2): rădașcă (Lucanus cervus), Rosalia alpina

Pe lângă speciile protejate, pe teritoriul sitului au mai fost identificate 13 specii de plante, 25 de specii de păsări, 5 specii de amfibieni, 3 specii de mamifere, 1 specie de nevertebrate, 1 specie de pești, 1 specie de reptile.